# 1712 en architecture
| Années de l'architecture : 1709 - 1710 - 1711 - 1712 - 1713 - 1714 - 1715    |
| Décennies de l'architecture : 1680 - 1690 - 1700 - 1710 - 1720 - 1730 - 1740 |

Cet article présente les faits marquants de l'année 1712 en architecture.

## Réalisations
- Construction du Château Howard, commencé en 1699, dessiné par Sir John Vanbrugh et Nicholas Hawksmoor.
- Construction de Roehampton House au Royaume-Uni dessiné par Thomas Archer (en).
- Construction du palais Trautson à Vienne.
- Commencement de la construction de l'église de Santissimo Nome di Maria degli Angeli e Custodi, Gênes (terminée 1770).

## Événements
- Consécration de l'Église de St Alkmund, Whitchurch, Shropshire, en Angleterre, conçu par John Baker.

## Naissances
- 7 novembre - Antoine Choquet de Lindu, architecte français et ingénieur militaire (mort en 1790)

## Décès
- 27 octobre - Sir William Robinson, architecte anglais (né en 1645)